# 克朗代克 (伊利諾伊州)
克朗代克（英語：Klondike）是位於美國伊利諾伊州亞歷山大縣的一個非建制地區。該地的面積和人口皆未知。

## 地理
克朗代克的座標為37°03′46″N 89°13′54″W / 37.06278°N 89.23167°W，而該地的平均海拔高度為98米（即322英尺）。